# Carlo Chiappano
Carlo Chiappano (Varzi, Llombardia, 16 de març de 1941 - Casei Gerola, Llombardia, 7 de juliol de 1982) va ser un ciclista italià que fou professional entre 1962 i 1972. Els seus principals èxits esportius foren la victòria a la Tirrena-Adriàtica de 1969 i una etapa del Giro d'Itàlia del mateix any.
En retirar-se com a ciclista passà a exercir tasques de director esportiu en diferents equips, sempre al voltant de la figura de Giuseppe Saronni, fins al moment de la seva mort, en un accident de cotxe el 1982.

## Palmarès
- 1966
  - Vencedor d'una etapa a la Volta a Suïssa
- 1969
  - 1r a la Tirrena-Adriàtica
  - Vencedor d'una etapa del Giro d'Itàlia

### Resultats al Giro d'Itàlia
- 1963. Abandona
- 1964. 19è de la classificació general
- 1965. 37è de la classificació general.  Porta el mallot rosa durant una etapa
- 1966. 31è de la classificació general
- 1967. 49è de la classificació general
- 1968. 73è de la classificació general
- 1969. 32è de la classificació general. Vencedor d'una etapa
- 1970. 41è de la classificació general
- 1971. 40è de la classificació general
- 1972. Abandona

### Resultats al Tour de França
- 1967. Abandona (8a etapa)
- 1968. 25è de la classificació general
- 1970. Abandona (6a etapa)